# Construcap
Construcap é uma empresa da área de construção brasileira fundada em 1944 atuando nos mercados privado e público, nos segmentos de edificações, energia e infraestrutura.
Em 2012, a Construcap e a multinacional Fluor Corporation, sediada em São Paulo, constituíram uma joint venture, CFPS Engenharia e Projetos S.A., para dedicar em projetos de engenharia, suprimentos e gerenciamento de construção (EPCM) no Brasil.
No mesmo ano, segundo o Melhores e Maiores, da Revista Exame, até o mês de julho, estava como a construtora mais rentável, superando as concorrentes.

## Premiações
No início de 2016, a fábrica da Fiat em Goiana (PE), empreendimento da Construcap, foi premiada com o ENR Global Awards 2015. O prêmio é concedido anualmente pela revista Engineering News Record, que possui longa tradição no setor.

## Suspeita de corrupção
Em julho de 2016, o presidente da construtora, Roberto Capobianco foi preso na 31ª fase da Operação Lava Jato, batizada de Operação Abismo. A Lava Jato identificou o repasse de pelo menos R$ 2 milhões da Construcap para a empresa Legend Engenheiros Associados, que fazia parte da lavanderia de dinheiro do lobista Adir Assad, preso na Operação Saqueador, como operador de propinas da Delta Engenharia.

## Principais obras
- Aeroporto Santos Dumont[8]
- Companhia Paulista de Trens Metropolitanos[9]
- Usina Termoelétrica Três Lagoas (Mato Grosso do Sul)[10]
- Usina da Goiasa Goiatuba (Goiás)[11]
- Templo de Salomão(IURD) (São Paulo)
- Reformas no estadio do Mineirão - Estádio Governador Magalhães Pinto
- Metrô de São Paulo - Linha 2 Verde
- Metrô de São Paulo - Linha 5 Lilás